# Comuna Stromiec
Comuna Stromiec este o comună (în poloneză: gmina) rurală în powiat Białobrzegi, voievodatul Mazovia, Polonia.
Comuna acoperă o suprafață de 156,47 km² și are, potrivit datelor din anul 2006, o populație de 5.618.